# Kroma
Kroma (Chroma) je bila starija kćer burgundskog kralja Kilperika II. Burgundskog. Imala je sestru Klotildu i braću.
Kad se njen otac sukobio s njenim stricem Gundobadom, u sukobu je prošao loše. Gundobad mu je 486. zauzeo njegove zemlje i uklonio ga s vlasti te naposljetku ga ubio 493. godine, a njegovu suprugu, Krominu mati, udavio. 
Kroma i sestra su se uspjele spasiti. Kroma se zaredila i postala redovnicom. Klotilda je izbjegla u franačke zemlje. Ondje se udala za njihova kralja Klodviga I., gdje je spremila uzvrat stricu Gundobadu, potičući supruga i sinove na rat protiv njega. 